# ハルトムート・バッガー
ハルトムート・バッガー（独: Hartmut Bagger、1938年7月17日 - 2024年1月26日）は、ドイツの軍人。最終階級はドイツ連邦軍大将。1994年から1996年に陸軍総監を、1996年から1999年まで連邦軍総監を務めた。

## 経歴
東プロイセンのブラウンスベルク（現ポーランド・ヴァルミア＝マズールィ県ブラニェヴォ）に生まれる。1945年にドイツ人追放にあい、ツェレ近郊で育つ。1958年にアビトゥーアに合格後、ドイツ連邦軍に入り、装甲部隊で士官教育を受けた。1960年に少尉に昇進し、小隊長、電信士官として装甲擲弾兵大隊に勤務し、ついでハノーファーの第I陸軍士官学校教官となる。1965年から1969年、大尉に昇進して装甲擲弾兵大隊で中隊長を務める。ついでハンブルクの連邦軍大学に入学し、1969年から1971年に参謀教育課程を修了。少佐に昇進し第18装甲旅団で兵站作戦参謀となり、ついで連邦軍大学で軍事政策の講師となった。ついでアメリカ合衆国のヴァージニア州ノーフォークにある統合参謀大学に留学して修了した。
1976年から1978年、中佐として第51装甲擲弾兵大隊長を務める。ついで首都ボンの連邦国防省に転属となり、1980年まで参事官を務める。大佐に昇進したのち1980年4月より1982年9月まで第3装甲師団参謀長を務める。ついで1984年までハンブルク連邦軍大学で安全保障政策専門部長。1984年10月より1988年4月まで第7装甲擲弾兵旅団長。1988年4月に少将に昇進して第III軍団参謀長。1990年11月より1992年3月まで、第12装甲師団長を務めた。第III軍団当時の軍団長だったヘルゲ・ハンゼンが1992年4月に陸軍総監に就任すると、その代行に任命された。
1994年3月にハンゼンが北大西洋条約機構（NATO）中欧連合軍司令官に転じると、バッガーは後任の陸軍総監に就任し、陸軍機構改革を推進した。陸軍総監として徴兵制度に基づいた軍隊に賛成し、「将校の半分、下士官の三分の二」を徴兵により育成するとした。連邦軍総監クラウス・ナウマンがNATO軍事委員会議長に転出したため、1996年2月に後任の連邦軍総監に就任し、大将に昇進した。退役を迎えた1999年3月まで在任した。
退役後は防衛安全保障政策公社総裁を務めたが、2000年に内部対立を理由に辞任した。
2024年1月26日の夜にメッケンハイムで死去。85歳没。

## 人物
バッガーはボン近郊のメッケンハイムに居住しており、妻との間に二男がある。ピアノ演奏を得意としており、連邦軍軍楽隊としばしば共演した。

## 受勲
- ドイツ連邦共和国功労勲章
  -  一等功労十字章 - 1994年受章
- ドイツ連邦軍名誉徽章（英語版）
  -  金十字章
- アメリカ合衆国 レジオン・オブ・メリット
  -  柏葉付コマンダー章
- フランス レジオンドヌール勲章
  -  コマンドゥール章
- フィンランド フィンランド白薔薇勲章
- スペイン 軍功十字章（英語版）
  - 大十字章